# Calveseglio
Calveseglio (Calvesei /kalveˈzɛj/ in dialetto comasco) è la più centrale delle frazioni del comune di Plesio.

Anche se una tra le più piccole, rappresenta il centro del comune, ospitando il palazzo comunale, la chiesa priorale di san Fedele, l'ufficio postale, le scuole e l'asilo, il teatro e i negozi più importanti.
L'origine toponomastica è controversa.

Alcuni  lo derivano da un ipotetico nome personale Calvisius. Altri  vi intravede le radici indoeuropee kar ed es (fortificazione sull'acqua?).

Più probabilmente l'origine del toponimo è da inquadrare nell'ambito del sistema viario dell'antica Strada Regina: da qui passava la variante che da Menaggio saliva per raggiungere Breglia e da lì a scendere a Rezzonico al fine di evitare gli impervi pendii del Sasso Rancio. Infatti nel nome si può intravedere le parole latine carrus e vehes. Calveseglio poteva rappresentare se non una statio o una mansio, una mutatio a servizio dei viaggiatori militari e commercianti che dovevano affrontare un tratto di strada certamente disagevole.
La particolare frequentazione della percorrenza viaria è attestata anche dai ritrovamenti archeologici.

Tra l'abitato di Calveseglio e Plesio, in località Palazz, è stata rinvenuta una tomba a incenerazione appartenente alla cultura della Cà Morta (Golasecca III A3).

Il materiale è costituito da due olle contenenti alcuni oggetti di bronzo di ornamento (pendagli, parti di pettorale, fibule, anelli) appartenuti a una personalità femminile, morta nubile o durante la gravidanza o il parto. La datazione è stimata nella prima metà del IV secolo a.C.
Nei pressi di Calveseglio, a Pasera è stato ritrovato nel secolo scorso un masso avello. 

La tomba è completamente scavata in un masso erratico di gneiss e dotata di coperchio di beola scolpito a due spioventi, non sono stati trovati oggetti al suo interno. 

I massi avelli rappresentano ancora un mistero archeologico. Diffusi soprattutto nel triangolo lariano, ma anche sulle sponde del Lario, in Valchiavenna e nel Canton Ticino, vengono datati al VI secolo.